# 狭翅桦
狭翅桦（学名：Betula chinensis var. fargesii）为桦木科桦木属下的一个变种。

## 扩展阅读
- 維基物種上的相關：狭翅桦